# Alexander Alexandrowitsch Kolokolzow

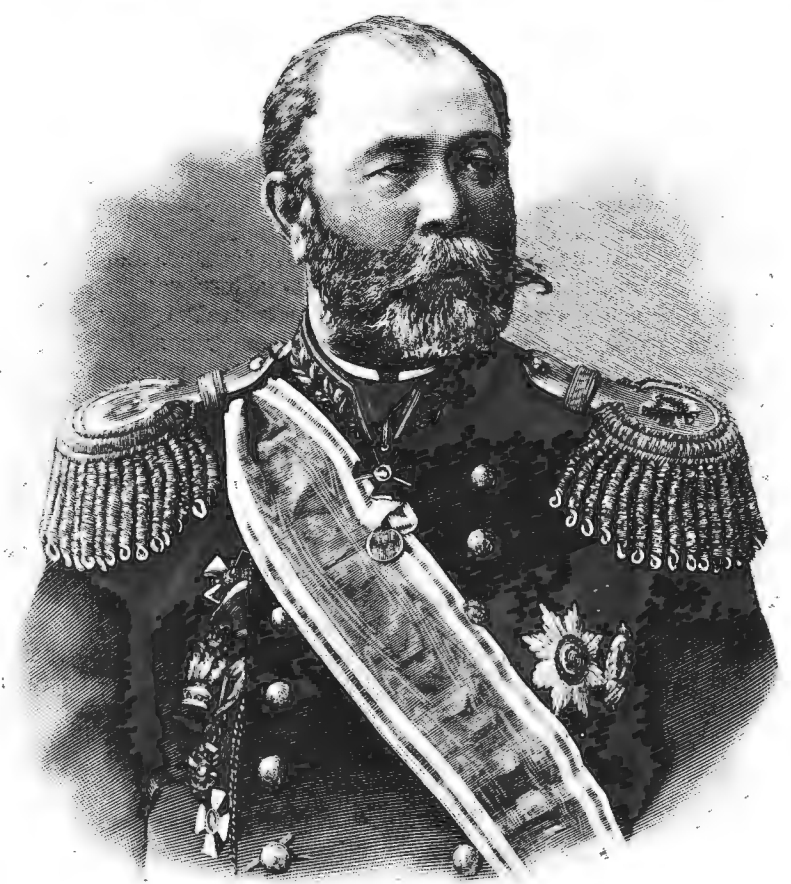
Alexander Alexandrowitsch Kolokolzow

Alexander Alexandrowitsch Kolokolzow (russisch Александр Александрович Колокольцов; * 3. Septemberjul. / 15. September 1833greg. im Dorf Roschdestwenskoje bei Wyschni Wolotschok; † 18. Septemberjul. / 1. Oktober 1904greg. in St. Petersburg) war ein russischer Marine-Offizier und Unternehmer.

## Leben
Kolokolzow kam im Februar 1841 in das St. Petersburger Alexander-Waisenkinder-Kadettenkorps und im August 1844 in das Marine-Kadettenkorps. 1850 wurde er Gardemarin, 1852 Mitschman und 1854 Leutnant.
Kolokolzow diente auf der Fregatte Pallada, die unter dem Kommando von Kapitänleutnant Iwan Unkowskis im Oktober 1852 in geheimer Mission mit dem Diplomaten Vizeadmiral Jewfimi Putjatin von Kronstadt abfuhr, um um das Kap der Guten Hoffnung herum durch den Indischen Ozean nach Japan zu kommen. Im August 1853 wurde Nagasaki erreicht. Da Putjatins Handelsvertragsverhandlungen sich hinzogen, fuhr Putjatin mit der Pallada nach Manila und Korea, um Informationen für ein Seehandbuch zu sammeln. Als im Juli 1854 die 1852 in Archangelsk gebaute Fregatte Diana unter dem Kommando Stepan Lessowskis zur Unterstützung der Japan-Expedition hinzukam, wechselte Kolokolzow auf die Diana. Als er mit der Diana an den japanischen Küsten entlang fuhr, erlebte er das Ansei-Nankai-Erdbeben am 24. Dezember 1854 mit Tsunami und Schiffbruch der Diana. Ab Januar 1855 leitete er in der Heda-Bucht den Bau des Schoners Cheda, der im April 1855 von Stapel lief und den er dann kommandierte.
Nach der Rückkehr nach St. Petersburg im Dezember 1855 wurde Kolokolzow Adjutant Putjatins, der nun Stabschef des Kronstädter Militärgouverneurs war. 1856 und 1857 fuhr Kolokolzow auf der Korvette Oliwuza aus der Amur-Mündung nach Kronstadt. 1858 war er zur Aralsee-Flottille abkommandiert. 1859 fuhr er auf einer Bark des Geschwaders Alexei Butakows, der den Aralsee erforschte und dessen Bruder Iwan Butakow Erster Offizier auf der Pallada gewesen war. Kolokolzow fand ein Fahrwasser im Amudarja und beteiligte sich an den Expeditionen nach Chiwa und Buchara.
Kolokolzow war 1859–1865 nach Großbritannien und Frankreich abkommandiert, um den Bau bestellter Schiffe zu überwachen. 1860 wurde er zum Kapitänleutnant befördert.
Mit Beschluss Kaiser Alexanders II. wurde Kolokolzow im November 1864 zum Leiter des St. Petersburger Obuchow-Stahlwerks ernannt, das Geschütze für die Kaiserlich Russische Marine und die Kaiserlich Russische Armee herstellte und kurz vor der Insolvenz stand. Er leitete das Werk sehr erfolgreich von 1865 bis 1894. Er modernisierte das Werk entsprechend dem wissenschaftlichen und technischen Fortschritt und weitete die Produktion aus. Das Bessemer-Verfahren wurde eingeführt, und ein 50-t-Dampfhammer wurde aufgebaut. Auf seinen Vorschlag wurde 1874 erstmals in Russland die Seelenrohr-Technik zur Verlängerung der Lebensdauer der schweren Geschütze der Schiffsartillerie angewendet.
Kolokolzow starb am 1. Oktober 1904 in St. Petersburg und wurde auf dem Nikolaus-Friedhof des Alexander-Newski-Klosters in der Nähe der Kapelle am Haupteingang begraben. Das Grab mit einem großen schwarzen Marmor-Kreuz wird von Nachkommen und Verwandten besucht.
Bis 1961 war in St. Petersburg die Straße, an der Kolokkolzows Haus stand, nach ihm benannt. Seinen Namen trägt auch ein Kap der koreanischen Halbinsel am Japanischen Meer (41°46″ Nördliche Breite, 129°51″ Östliche Länge).

## Ehrungen, Preise
- Alexander-Newski-Orden
- Kaiserlich-Königlicher Orden vom Weißen Adler
- Orden des Heiligen Wladimir IV. Klasse, III. Klasse, II. Klasse
- Russischer Orden der Heiligen Anna II. Klasse, I. Klasse
- Sankt-Stanislaus-Orden I. Klasse